# Scott Haze
Scott Haze là nam diễn viên người Mỹ. Anh từng xuất hiện trong các phim điện ảnh như: Thank You for Your Service, Midnight Special, và Only the Brave.

## Danh sách phim

### Điện ảnh
| Năm  | Tiêu đề                  | Vai | Ghi chú |
| ---- | ------------------------ | --- | ------- |
| 2022 | Jurassic World: Dominion |     |         |